# Millport (New York)
Millport è un villaggio degli Stati Uniti d'America, situato nello stato di New York, nella contea di Chemung.